# 14250 Kathleenmartin
14250 Kathleenmartin è un asteroide della fascia principale. Scoperto nel 2000, presenta un'orbita caratterizzata da un semiasse maggiore pari a 2,2699471 UA e da un'eccentricità di 0,1744929, inclinata di 5,33471° rispetto all'eclittica.